# Carniella globifera
Carniella globifera là một loài nhện trong họ Theridiidae.
Loài này thuộc chi Carniella. Carniella globifera được Eugène Simon miêu tả năm 1899.